# Новиков, Донат Павлович
Донат Павлович Новиков (19 августа 1909, Кинешма, Кинешемский уезд, Костромская губерния, Российская империя — 7 марта 1974, Москва, РСФСР, СССР) — советский государственный деятель, инженер, организатор химической промышленности, лауреат Сталинской премии.

## Биография
Родился в г. Кинешме Костромской губернии. Член ВКП(б)/КПСС с 1938 г.
Окончил Кинешемскую трудовую школу 2-й ступени (1927) и Ивановский химико-технологический институт (1934). Работал в Кинешме на химическом заводе (ныне Заволжский химический завод): инженер (1934—1937), главный инженер (1937—1940), директор (1940—1942).
С 1942 по 1958 г. зам. наркома (министра) химической промышленности СССР. В 1958—1961 зам. председателя, начальник спецуправления Государственного комитета Совета Министров СССР по химии.
В последующем — начальник отдела химии Государственного комитета по координации научно-исследовательских работ СССР (1961—1965), председатель химической комиссии при Совете Министров СССР (1965—1969).
Скоропостижно умер 7 марта 1974 года. Похоронен в Москве, на Введенском кладбище, участок 3 в родственной могиле.

## Награды и звания
- Сталинская премия 2 степени (1953 год) — за разработку и промышленное освоение электролитического метода разделения изотопов лития.
- 3 ордена Ленина (в том числе за успешное выполнение специального задания Правительства по созданию космического корабля-спутника «Восток»).
- 5 орденов Трудового Красного Знамени,
- орден «Знак Почёта»